# HID1
HID1‏ (HID1 domain containing) هوَ بروتين يُشَفر بواسطة جين HID1 في الإنسان.